# Régió Rádió
A Régió Rádió a Magyar Rádió hatodik rádiója volt. Első stúdiói az 1950-es években kezdtek sugározni. A Régió Rádió öt helyszínről: Debrecenből, Győrből, Miskolcról, Pécsről és Szegedről, valamint vonzáskörzetükről tudósítottak napi 11 órában. A régiók legfontosabb hírei, információi a reggel 6-9 közötti Hajnaltól reggelig című műsorban voltak összefoglalva, míg a kicsit könnyedebb, szórakoztatóbb jellegű programok és a háttérbeszélgetések ezt követően hangzottak el. Igyekeztek megfelelni a lokális és térségi folyamatok megismerése iránti igénynek. A műsorban az országos és a nemzetközi hírek is helyet kaptak, mivel rendszeresen kapcsolták a Kossuth Rádió Krónika című műsorát.
A körzeti rádiók helyi készítésű műsoraira épülő Régió Rádió a közmédia átszervezésének köszönhetően 2012. december 22-én felvette a Dankó Rádió nevet és továbbra is a vidéki hírekre, eseményekre koncentrálva népzenei rádióként született újjá. Az 1952-ben és '53-ban alapított körzeti stúdiók munkatársainak döntő többségétől az MTVA megvált. Érdekesség, hogy a rádió átalakításáról a Magyar Rádió tulajdonosa, a Közszolgálati Közalapítvány Kuratóriumának tagjai is csak a hírekből értesültek.
2018. decemberétől Régió Rádió néven egy új, kizárólag online hallgatható magyar nyelven szóló kereskedelmi rádió indult Erdélyben. A rádiónak Baróton és Székelyudvarhelyen van jelenleg stúdiója. A rádió nem az MTVA tulajdona.  

## Műsorok[3]

### Hajnaltól reggelig
A regionális stúdiók hétköznap reggel hat és kilenc között sugárzott élő, hírekkel, eseményekkel teli zenés, ébresztő műsora, óránként a nagyvilág és az ország, félóránként a térség krónikájával.

### Itthon vagyunk
A régiók magazinműsora, beszélgetésekkel, riportokkal, az események hátterével, tematikus összeállításokkal, kulturális műsorokkal, esetenként egy-egy könnyedebb, szórakoztatóbb hírrel, zenével, hétköznap kilenctől tizenkettőig.

### Jelige
APRÓ –hirdetések/NAGY történetek humorosan, esetenként a hirdetés utóéletével, csütörtökön 15 órától.

### Szombat délután
Szórakozás, kikapcsolódás, sok-sok zenével. A zenék hallgatói kívánságra is műsorba kerülhetnek. Minden szombaton délután egytől ötig.

### Zsinatoló/Kapocs
Vallásról és értékrendekről, egyházakról és hitéletről, ünnepekről és az elcsöndesedésről, vasárnaponként reggel nyolckor.

### Gyermekhangjáték
Válogatás a Rádiószínház legértékesebb hangjátékaiból, amelyek a legkisebbeknek készültek, készülnek. Minden vasárnap reggel kilenckor.

### Hangjáték – a Rádiószínház műsora
Válogatás a Rádiószínház hangjátékaiból, minden vasárnap 13 órától.

### Sportpercek
Heti összefoglaló, eredményekkel, közvetítésekkel, riportokkal, esélylatolgatásokkal, interjúkkal, főleg a régiók sportjáról szombaton 19 órától.

### Jó ebédhez szól a nóta
Magyar nóták szombaton és vasárnap 12.22-kor.

### Nótaszó
A magyar nóta szól minden szombat és vasárnap este, régi felvételekről, új zenekaroktól, előadóktól, a műfaj eseményeivel, rendezvényeivel foglalkozó tájékoztatással együtt.

### Dalok és dallamok
Zenei válogatása azokban a műfajokban, amelyek a magyar éterben ritkaságnak számítanak. Magyar előadók, magyar alkotók: az operett, a magyar nóta, és a magyar népzene legszebb darabjai szólnak minden nap este hattól éjfélig, az URH adókon egész éjszaka.

### Zenepercek
A zenei élet születésnaposaihoz, az adott naphoz kötődő események ismertetése, kapcsolódó zenékkel színesítve.

### Glóbusz
Könnyed, kedvcsináló beszélgetés utazási élményekről. Tippek, ötletek, tanácsok az út céljára, az utazás módjára és mindenre, ami az utazással kapcsolatos.

### Autó-motor
A műsor célja az ismeretterjesztés és a szórakoztatás, elvek és a gyakorlat bemutatása. Figyelmet fordít az újdonságok mellett a környezetvédelemre és az aktuális tudnivalókra (pl. autók téli üzemmódja, KRESZ-módosítások, hasznos ötletek, stb.) A műsor ezek mellett teszteléssel is foglalkozik.

### Boszorkánykonyha
Kötetlen beszélgetés a gasztronómiáról étel receptekkel, főzési szokásokkal, lehetőség szerint aktualitáshoz kapcsolódóan, pl. karácsony, húsvét, farsang, különféle helyi gasztro-fesztiválok.

### Fogadó
Bemutatja a magyarországi turisztikai célpontokat, ellátogatunk a kiemelkedő kulturális, sport, gasztronómiai eseményekre. Hungarikumok, értékmegőrzés, szokások, trendek. A régiókban lévő turisztikai , idegenforgalmi értékek, helyszínek , épületek, objektumok s a hozzájuk kötődő rendezvények népszerűsítése, kulturális programok , értékeket megőrző kezdeményezések felkarolása.

### Aktuális
Utolsó összefoglaló a nap legfontosabb eseményeiből. Élőben szólítja az eseményen lévő, vagy onnan visszatérő munkatársakat, és élőben kapcsolja az illetékeseket. Ez történt a héten: A hét eseményeinek összefoglalója.

### A hét vendége
A stúdiók székhelye körüli kistelepülések különböző szintű (pl kulturális, sport) vezetői kapnak lehetőséget, hogy beszámoljanak terveikről, gondjaikról, eredményeikről, a riporter meg arra, hogy szembesítse őket a korábban elmondottakkal.

### Programajánló
A műsor nevéhez hűe programot ajánl a hétvégére.

### Portré
A régió jeles személyiségeinek bemutatása. Példaképek, akiknek a munkássága mintául szolgálhat másoknak.

### Családi kívánságműsor
Nem csak zenei kívánságműsor kicsiknek és nagyoknak. Az örökzöldek mellett itt szólhatnak a legújabb számok és kívánható vers, próza, vagy akár egy régi sportközvetítés is.

## Frekvenciák[4]

### Debreceni adás
Debrecen, 91,4 MHz (FM)
Nyíregyháza, 1251 kHz (AM, KH)
Az elhangzott műsorok itt érhetőek el.

### Győri adás
Mosonmagyaróvár, 1116 kHz (AM, KH)
Győr, 1350 kHz (AM, KH)
Szombathely, 1251 kHz (AM, KH)
Az elhangzott műsorok itt érhetőek el.

### Miskolci adás
Miskolc, 1116 kHz (AM, KH)
Miskolc, 102,3 MHz (FM)
Az elhangzott műsorok itt érhetőek el.

### Pécsi adás
Pécs, 101,7 MHz (FM)
Az elhangzott műsorok itt érhetőek el.

### Szegedi adás
Szeged, 93,1 MHz (FM)
Szolnok, 101,2 MHz (FM)
Az elhangzott műsorok itt érhetőek el.